# Okręty podwodne typu Requin
Okręty podwodne typu Requin – francuskie oceaniczne okręty podwodne z okresu międzywojennego i II wojny światowej. W latach 1923–1928 w stoczniach Arsenal de Brest, Arsenal de Cherbourg i Arsenal de Toulon zbudowano dziewięć okrętów tego typu. Jednostki weszły w skład Marine nationale w latach 1926–1928, służąc na Morzu Śródziemnym. Wszystkie wzięły udział w działaniach wojennych, walcząc po obu stronach konfliktu; cztery trafiły w 1942 roku pod banderę włoską. Wojnę przetrwał tylko jeden okręt – „Marsouin”, wycofany ze służby wkrótce po jej zakończeniu.

## Projekt i budowa

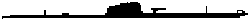
Nawodna część okrętu typu Requin

Okręty podwodne typu Requin zamówione zostały na podstawie programu rozbudowy floty francuskiej z 1922 roku (sześć jednostek) i 1923 roku (trzy następne). Projekt (o sygnaturze C4) był pierwszą od zakończenia wojny koncepcją francuskich okrętów podwodnych, powstałą po analizie doświadczeń wojennych i eksploatacji ex-niemieckich jednostek otrzymanych w ramach reparacji wojennych. Okręty przeznaczone były do służby kolonialnej, działań na liniach komunikacyjnych potencjalnego przeciwnika i rozpoznania. Posiadały spory zasięg i dużą dopuszczalną głębokość zanurzenia; wadami była słaba manewrowość i zbyt mała prędkość osiągana na powierzchni. Konstruktorem okrętów był inż. Jean-Jacques Roquebert. 
Spośród dziewięciu okrętów typu Requin dwa zbudowane zostały w Arsenale w Breście, pięć w Arsenale w Cherbourgu i dwa w Arsenale w Tulonie. Stępki okrętów położono w latach 1923–1924, zostały zwodowane w latach 1924–1927, a do służby w Marine nationale przyjęto je w latach 1926–1928. Jednostki otrzymały numery burtowe Q115-Q120 i Q127-Q129.
| Okręt              | Stocznia             | Początek budowy | Wodowanie           | Wejście do służby |
| ------------------ | -------------------- | --------------- | ------------------- | ----------------- |
| „Requin” (Q115)    | Arsenal de Cherbourg | 1923            | 19 lipca 1924       | maj 1926          |
| „Souffleur” (Q116) | Arsenal de Cherbourg | 1923            | 1 października 1924 | sierpień 1926     |
| „Morse” (Q117)     | Arsenal de Cherbourg | 1923            | 11 listopada 1925   | luty 1928         |
| „Narval” (Q118)    | Arsenal de Cherbourg | 1923            | 9 maja 1925         | lipiec 1926       |
| „Marsouin” (Q119)  | Arsenal de Brest     | 1923            | 27 grudnia 1924     | wrzesień 1927     |
| „Dauphin” (Q120)   | Arsenal de Toulon    | 1923            | 2 kwietnia 1925     | listopad 1927     |
| „Caïman” (Q127)    | Arsenal de Cherbourg | 1924            | 3 marca 1927        | grudzień 1927     |
| „Phoque” (Q128)    | Arsenal de Brest     | 1924            | 16 marca 1926       | maj 1928          |
| „Espadon” (Q129)   | Arsenal de Toulon    | 1924            | 28 maja 1926        | grudzień 1927     |

## Dane taktyczno–techniczne
Okręty podwodne typu Requin były dużymi, oceanicznymi okrętami podwodnymi o konstrukcji dwukadłubowej. Długość całkowita wynosiła 78,5 metra, szerokość 6,84 metra i zanurzenie 5,1 metra. Wyporność standardowa w położeniu nawodnym wynosiła 947 ton (normalna 1150 ton), a w zanurzeniu 1441 ton. Okręty napędzane były na powierzchni przez dwa silniki wysokoprężne (Schneider lub Sulzer) o łącznej mocy 2900 koni mechanicznych (KM). Napęd podwodny zapewniały dwa silniki elektryczne o łącznej mocy 1800 KM. Dwuśrubowy układ napędowy pozwalał osiągnąć prędkość 15 węzłów na powierzchni i 9 węzłów w zanurzeniu. Zasięg wynosił 7700 Mm przy prędkości 9 węzłów (6400 Mm przy 12 węzłach lub 3000 Mm przy 15 węzłach) w położeniu nawodnym oraz 70 Mm przy prędkości 5 węzłów pod wodą. Zbiorniki paliwa mieściły 116 ton oleju napędowego (plus 51 ton w zbiornikach balastowych), a energia elektryczna magazynowana była w bateriach akumulatorów typu D liczących 248 ogniw. Dopuszczalna głębokość zanurzenia wynosiła 80 metrów, a autonomiczność 30 dób.
Okręty wyposażone były w 10 wyrzutni torped kalibru 550 mm: cztery wewnętrzne na dziobie, dwie na rufie oraz dwa podwójne obrotowe zewnętrzne aparaty torpedowe (zamontowane przed i za kioskiem), z łącznym zapasem 16 torped. Uzbrojenie artyleryjskie stanowiło działo pokładowe kal. 100 mm M1925 L/50 oraz dwa karabiny maszynowe kal. 8 mm (2 x I).
Załoga pojedynczego okrętu składała się z 51 oficerów, podoficerów i marynarzy.

## Służba

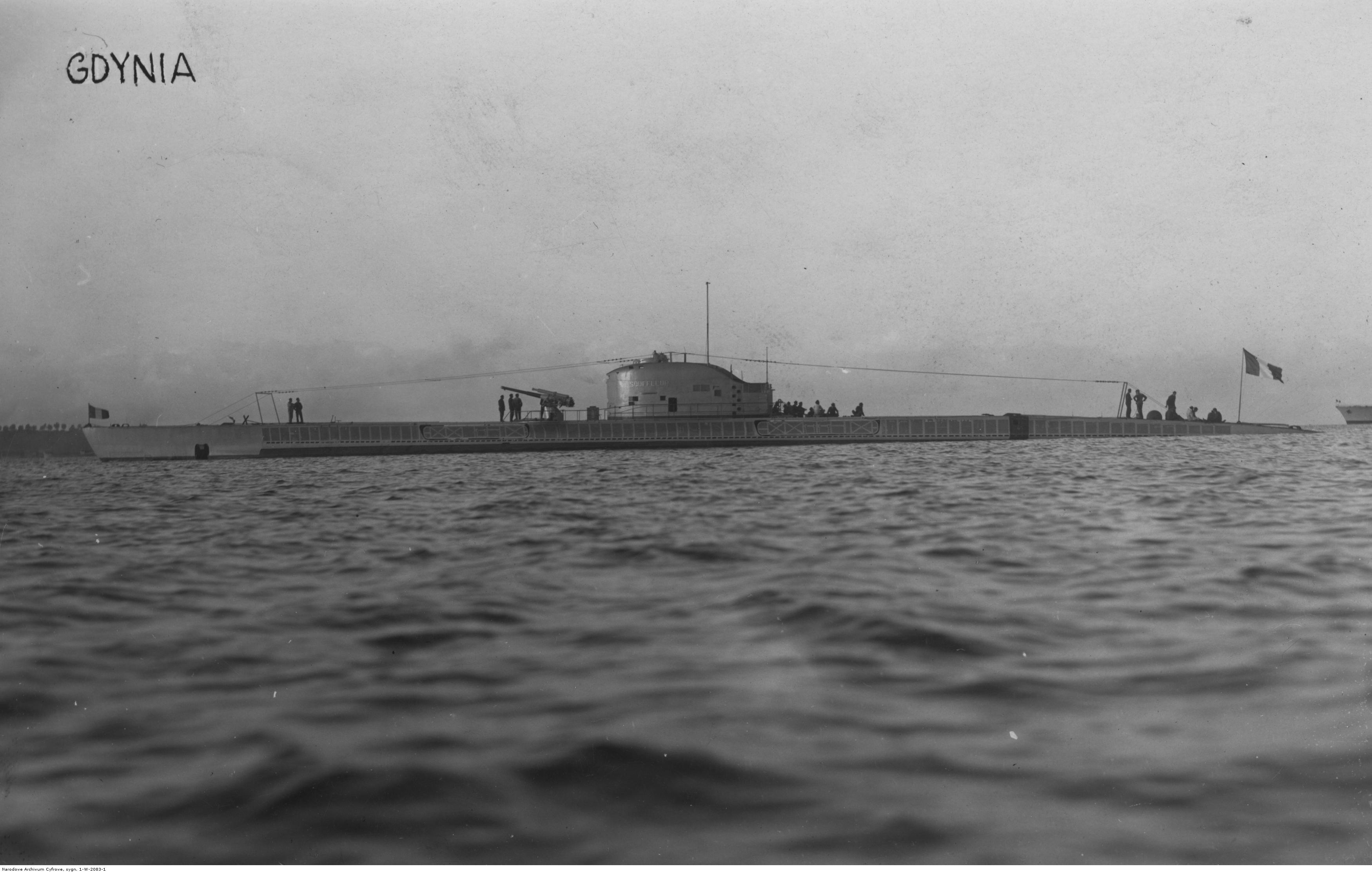
„Souffleur” wypływa do portu w Gdyni w 1924 roku

W latach 1935–1937 wszystkie okręty przeszły gruntowny remont, połączony z wymianą siłowni. W momencie wybuchu II wojny światowej okręty pełniły służbę na Morzu Śródziemnym, wchodząc w skład 4. Flotylli Okrętów Podwodnych stacjonującej w Bizercie. Po zawarciu zawieszenia broni między Francją a Niemcami wszystkie jednostki oprócz „Morse’a” (straconego 16 czerwca 1940 roku na minie u wybrzeży Tunezji) i „Narvala” (który trafił do marynarki Wolnych Francuzów, a 15 grudnia 1940 roku również zatonął na minie u wybrzeży Tunezji) znalazły się w składzie marynarki rządu Vichy. 25 czerwca 1941 roku, podczas ataku wojsk alianckich na znajdującą się pod kontrolą Vichy Syrię, „Souffleur” został storpedowany i zatopiony w rejonie Bejrutu przez brytyjski okręt podwodny HMS „Parthian”. 27 listopada 1942 roku, podczas ataku Niemców na Tulon, „Caïman” został samozatopiony, później podniesiony przez Włochów i 11 marca 1944 roku ponownie zatopiony przez amerykańskie samoloty. Jego losu uniknął „Marsouin”, uciekając z Tulonu do zdobytego przez Aliantów Algieru. Okręt wszedł w skład marynarki Wolnych Francuzów i służył do 1946 roku. Po rozpoczęciu przez III Rzeszę okupacji terenów podległych Vichy, 8 grudnia 1942 roku w Bizercie Niemcy zdobyli cztery okręty typu Requin: „Phoque”, „Requin”, „Espadon” i „Dauphin”, po czym przekazali je Włochom. Jednostki te w Regia Marina otrzymały odpowiednio oznaczenia FR 111, FR 113, FR 114 i FR 115, a następnie podjęto ich przebudowę na podwodne transportowce. Z okrętów usunięto uzbrojenie torpedowe i artyleryjskie (montując jedynie dwa wkm plot. kal. 13,2 mm); miały zabierać 50 ton ładunku i 145 ton paliwa. Ukończono jedynie przebudowę „Phoque” (FR 111), jednak podczas swojego pierwszego rejsu pod włoską banderą 28 lutego 1943 roku okręt został zatopiony nieopodal Syrakuz przez amerykańskie samoloty. Po zawarciu przez Włochy zawieszenia broni z Aliantami pozostałe okręty zostały we wrześniu 1943 roku samozatopione przez Włochów lub Niemców.